# William C. Hayes
William Christopher Hayes (* 21. März 1903 in Hempstead, Long Island; † 10. Juli 1963 in New York City) war ein US-amerikanischer Ägyptologe. Er arbeitete für das Metropolitan Museum of Art und war der Kurator der Ägypten-Abteilung des Museums.
1956 war Hayes als Berater an der Produktion des Films Die zehn Gebote beteiligt. Das Amt des Kurators der Ägypten-Abteilung des Metropolitan Museum of Art hatte er von 1936 bis zu seinem Tod inne.
Sein bis heute mehrfach wiederaufgelegtes Buch The Scepter of Egypt gilt vielen Ägyptologen als eines der Standardwerke ihres Faches.

## Schriften
- Royal Sarcophagi of the XVIII Dynasty. 1935.
- Daily life in Ancient Egypt. National Geographic Society, 1942.
- The Scepter of Egypt, a Background for the Study of the Egyptian Antiquities in the Metropolitan Museum of Art. Teil 1, New York 1953; Teil 2, New York 1959. (Mehrere Neuauflagen).
- Most ancient Egypt. University of Chicago Press, Chicago 1956 (als Herausgeber).
- Chronology: Egypt – To End Of The Twentieth Dynasty. In: Cambridge Ancient History 1961–1962.